# 魚中獸
魚中獸又名盜魚鯨或竊魚鯨，是已經滅絕的古代陸生哺乳動物，屬於古鯨亞目巴基鯨科下的一屬，是現代鯨魚的前身，與巴基鯨是近親。牠們生存於5000萬年前的始新世早期，它們的化石在巴基斯坦被發現。